# 井川憲明
井川 憲明（いかわ のりあき、1939年 - ）は、日本の農学者。元明治大学農学部教授。日本感性工学感性商品研究部会副会長、日本景観学会理事、NPO法人グリーンサイエンス21運営委員。

## 経歴
三重県熊野市出身。物理化学と環境倫理学を専門に研究。経営資源の一つとして感性に注目し、「感性工学」という研究ジャンルを確立した。
1997年明治大学　農学博士。論文の題は「食品のテクスチャ-に関する研究 -標準化のテクスチャ-と新テクスチャ-試論 」。

## 著書
- 『手ざわり･舌ざわりの科学―衣と食に見るテクスチャー』ブルーバックス、1987年。
- 『感性の科学 -心理と技術の融合-』朝倉書店、2006年。